# 細川直行
細川 直行（ほそかわ なおゆき、1859年5月29日〈安政6年4月27日〉 - 1911年〈明治44年〉12月9日）は、日本の実業家、政治家。富士見倉庫社長。富士見銀行頭取。長野県諏訪郡富士見村長（初代）。族籍は長野県士族。

## 人物
長野県士族・細川藤四郎の長男。1883年、家督を相続する。農業を営む。長野県会議員、郡会議員、村会議員、富士見村長（初代）などをつとめる。住所は長野県諏訪郡富士見村（現・富士見町）。

## 家族・親族
細川家
- 父・藤四郎（1834年 - ?、長野士族）[2]
- 妻・るい（1860年 - ?、長野、小川忠作の姉）[2]
- 長男・玖琅[2][3][4]（1882年 - ?、富士見銀行頭取、朝鮮企業社長、長野県会議員[8]、神職、富士見村長）
  - 同妻・たつ（1894年 - ?、長野、小川金治の二女）[8][11]
- 二男[2]
- 三女[2]
- 四女[2]
- 孫[2][8]

親戚
- 小川金治[8]（富士見銀行専務取締役）[11]
- 小川平吉（弁護士、衆議院議員）